# Správná věc (kniha)
Novela Správná věc je v pořadí třetí knihou českého spisovatele Marka Hnily. Poprvé byla vydána 28. srpna 2019 nakladatelstvím Bratříček.
Mezi hlavní myšlenky díla patří důležitost důvěry v člověka a nutnost upřímného jednání i sebereflexe.

## Děj
Knihu tvoří sudé a liché kapitoly. V lichých kapitolách jsou obsaženy úryvky deníku uvězněného muže, který tímto způsobem píše svůj příběh, odkrývá nespravedlnost svého zatčení a poukazuje na špatnost hlavních představitelů tzv. Nového města. Sudé kapitoly odkrývají hlavní dějovou linii, kterou je příběh nakladatele Johna Bennera, jemuž se dostane do rukou vězňův deník.
Děj knihy se odehrává ve fiktivním Novém městě. Úspěšnému nakladateli Johnu Bennerovi přijde jednoho dne poštou balíček, jehož obsahem je ručně psaná knížka, která nese název Správná věc. Odesilatelem balíčku je Johnův starý přítel, Harry Torel, se kterým se kvůli dávné rozepři několik let neviděl. Na Johna udělá kontroverzní kniha velký dojem, začíná si uvědomovat všechny souvislosti mezi knihou a skutečností. John se rozhodne svého starého přítele kontaktovat. Na společné schůzce Harry vyjádří své záměry a snaží se Johna přesvědčit, aby knihu vydal. John nejprve jeho návrh zlostně odmítá, když se ovšem s celou záležitostí svěří své ženě Iren, začíná situaci přehodnocovat. Uvědomuje si, že vydáním knihy ve svém nakladatelství by mohl dát v sázku svoji kariéru, svobodu i bezpečí své rodiny, zároveň však věří, že svojí nečinností jen podporuje nespravedlnost, které se dopouštějí představitelé Nového města.
John s Harrym začínají společně plánovat vydání padesáti tisíc výtisků knihy, která, jak doufají, bude sloužit jako prostředek k revoluci v Novém městě. Jejich plán je však vyzrazen a John s Harrym jsou zatčeni. Do děje přichází hlavní záporná postava, Walter Bright aneb cizák, o kterém se píše i v rukopise uvězněného muže. Bright nabízí Johnovi závaznou dohodu, díky které může zachránit svoji ženu i jejich dítě. John jeho návrh přijímá, vrací se za Iren a žije pod Brightovou kontrolou. Harry Torel za nejasných okolností zmizel.
I když se Walter Bright pečlivě snaží všechny důkazy zničit, po několika letech ve městě skutečně propukne revoluce a lidé sesazují Brighta i vedoucí radu města ze svých pozic. 